# Biała lista podatników VAT
Biała lista podatników VAT – wykaz informacji o podatnikach VAT, wprowadzony 1 września 2019 roku przez Ministerstwo Finansów. Zawiera on informację o statusie przedsiębiorstwa (zarejestrowany/niezarejestrowany/przywrócony) i został stworzony, aby ułatwić przedsiębiorcom i urzędom weryfikację podmiotów rynku – czy są czynnym podatnikiem VAT; potwierdzenie numeru rachunku bankowego. Ustawodawca przewidział sankcje za uiszczanie wpłat na rachunki bankowe niezarejestrowane w Urzędzie Skarbowym.

## Zakres informacji o podatnikach VAT
Biała lista została stworzona w głównej mierze jako narzędzie informacyjne, jej zakres obejmuje:
- nazwę firmy lub imię i nazwisko (w przypadku jednoosobowej działalności) – dotyczy również prokurentów i osób wchodzących w skład organu uprawnionego do reprezentowania podmiotu oraz wspólników,
- adres siedziby,
- status podmiotu (czynny/zwolniony/przywrócony),
- nadane numery identyfikacji (NIP, KRS, REGON),
- daty dotyczące rejestracji/odmowy rejestracji/przywrócenia/wykreślenia,
- podstawę prawną rejestracji/odmowy rejestracji/przywrócenia/wykreślenia,
- zarejestrowane rachunki bankowe lub rachunki w spółdzielczej kasie oszczędnościowo-kredytowej w zgłoszeniu identyfikacyjnym lub aktualizacyjnym NIP/CEIDG.

## Przewidziane sankcje i kary
Istotnym elementem wprowadzenia rejestru, są przewidziane w ustawie sankcje za wykonywanie wpłat na niezarejestrowane rachunki bankowe kontrahentów. Przepisy nakładają na firmę wykonującą transakcję na niezarejestrowane konto zakaz wliczenia wydatków danej transakcji w koszty firmy w PIT i CIT. Dodatkowo narazi się na solidarną ewentualną współodpowiedzialność za nierozliczony VAT z transakcji. Przewidziane sankcje zaczną obowiązywać wszystkie podmioty gospodarcze od 1 stycznia 2020 roku. Wyjątek stanowić będą transakcje z wykorzystaniem mechanizmu podzielonej płatności (tzw. split payment).

## Biała lista podatników a płatność kartą
W odpowiedzi na zagadnienie problematyki płatności kartą w stosunku do obowiązków wynikających z białej listy podatników została wydana interpelacja poselska nr 32747. Zgodnie z jej treścią wpłaty dokonywane na rachunki wirtualne, a przypisane do rachunku rozliczeniowego, traktowane zostaną jako wpłaty na rachunek rozliczeniowy, który został zgłoszony do urzędu skarbowego. Rachunki wirtualne nie będą jednak podlegały samemu zgłoszeniu. Kwestia ta pozostaje jeszcze otwarta, ponieważ nie została uregulowana wprost w przepisach.

## Klient zagraniczny
Nowelizacja nie znajdzie zastosowania w stosunku do transakcji z zagranicznym klientem tj. płatności wykonanych na jego rachunek bankowy, o ile kontrahent ten został zarejestrowany w Polsce jako czynny podatnik VAT..